# Оружба
Оружба — село в Магарамкентском районе Дагестана. Административный центр сельсовета «Оружбинский».

## Географическое положение
Расположено в 20 км к северо-востоку от районного центра с. Магарамкент, на левом берегу рукава Малый Самур.

## Население
| 1895  | 1926 | 1939 | 1970 | 1989 | 2002  | 2010  |
| ----- | ---- | ---- | ---- | ---- | ----- | ----- |
| 117   | ↗203 | ↗279 | ↗846 | ↗939 | ↗1507 | ↗1839 |
| 2021  |      |      |      |      |       |       |
| ↘1292 |      |      |      |      |       |       |